# Larus atlanticus
La gaviota cangrejera o gaviota de Olrog (Larus atlanticus), es una especie de ave charadriiforme de la familia Laridae propia de Argentina, Brasil y Uruguay.

## Características
Los adultos de esta especie se caracterizan por poseer plumaje contrastado blanco y negro, definidos -sin manchas grisáceas o pardas en pecho ni cabeza-, una banda subterminal negra en la cola, el iris oscuro y el pico bicolor rojo y negro.

## Hábitat
Las gaviotas cangrejeras tienen sus principales áreas de nidificación en el sudoeste de la provincia de Buenos Aires en islas e islotes chatos y arenosos o salitrosos frente a la localidad de Bahía Blanca y un poco más al sur. También existen datos de cría en la provincia de Chubut pero las cantidades son mínimas. Algunos ejemplares pueden verse ocasionalmente en las costas patagónicas, incluso hasta Tierra del Fuego. Durante el invierno gran parte de la población se traslada al norte, llegando hasta el Río de la Plata, las costas uruguayas y las del sur de Brasil. La especie resulta un endemismo muy puntual del sudeste sudamericano, y no posee colonias de nidificación en ninguna otra parte del mundo e incluso su distribución se encuentra limitada a esos tres países.

## Amenazas
La mayoría de los conservacionistas e investigadores coinciden en que sus principales amenazas son el desarrollo urbano e industrial, el turismo y la pesca no controlados, así como también distintos focos de contaminación (agricultura, industria petroquímica). En algunos sectores de sus áreas de cría también padecen el acoso de perros domésticos y cimarrones. También se conocen eventos de recolección de sus huevos. La especie se encuentra categorizada como Amenazada en la Argentina.

## Otros datos
Desde el año 2002 es emblema de la ciudad de Bahía Blanca, medida establecida por ordenanza municipal de esa localidad. Fue descrita en el año 1958 por el ornitólogo Claes Christian Olrog, quien la definió como una subespecie de Larus belcheri, la cual habita en la costa sudamericana del océano Pacífico, de allí el nombre de atlanticus dado a esta. Posteriormente fue elevada al rango de especie plena.